# 和歌
和歌是日本的一种诗歌形式，古稱倭歌或倭詩，又稱大和歌和大和言叶。作为在日本历史上的本土的诗歌形式，創作和歌的作家稱為歌人。和每句音数相同的汉诗不同，和歌每句是5音和7音相交错。
和歌源于奈良时代（710年——794年）起的形式原有长歌、短歌、旋头歌、片歌、连歌等多种形式。平安时代（9世纪——12世纪）后，仅有短歌渐成优势。明治维新之后，和歌就是短歌了。
一首长歌有若干“联”，奇数联较常见。每联两句，分别是5音和7音。一首短歌有五句，每句音节数分别为5、7、5、7、7，共31音。其中前三句称为“上句”，后两句为“下句”。上下句分别由不同的歌人创作，称为连歌。多首连歌由多个歌人创作，称为长连歌。连歌可以加格式（如前句末字与后句首字用同音）和内容（如某句关于季节、某句关于花）上的限制。旋头歌有六句：5、7、7、5、7、7音。片歌有三句：5、7、7音。

## 二十一代集
- 古今和歌集
- 後撰和歌集
- 拾遺和歌集
- 後拾遺和歌集
- 金葉和歌集
- 詞花和歌集
- 千載和歌集
- 新古今和歌集
- 新敕撰和歌集
- 續後撰和歌集
- 續古今和歌集
- 續拾遺和歌集
- 新後撰和歌集
- 玉葉和歌集
- 續千載和歌集
- 續後拾遺和歌集
- 風雅和歌集
- 新千載和歌集
- 新拾遺和歌集
- 新後拾遺和歌集
- 新續古今和歌集

## 外部連結
- 和歌（页面存档备份，存于）
- 國際派日本人養成講座 和歌之前的平等（页面存档备份，存于）
- 古今和歌集 假名序 真名序

## 關連書籍
- 『唱和歌 歌會開始與和歌披講會』(財)日本文化財團編　笠間書院　ISBN 4-305-70294-0
- 唱和歌